# Juan Antonio Guajardo Anzaldúa
Juan Antonio Guajardo Anzaldúa (Reynosa, Tamaulipas; 30 de noviembre de 1958 - Río Bravo, Tamaulipas; 29 de noviembre de 2007) fue un político mexicano que ocupó los cargos de Presidente Municipal y Diputado local por Río Bravo. Así como también fue diputado federal y senador por Tamaulipas. Durante su carrera representó a varios partidos políticos.

## Biografía
Fue licenciado en Administración de Empresas egresado de la Instituto Tecnológico y de Estudios Superiores de Monterrey con mención honorífica. En el año de 1992, fue postulado por el Partido Acción Nacional que lo llevó a ser electo Presidente Municipal de Río Bravo de 1993 a 1995, dejó este cargo durante unos meses en 1994 en que fue postulado candidato a Senador por el PRD, inicialmente le fue otorgado el segundo lugar en las elecciones y como tal le correspondió ocupar el tercer escaño en el Senado por Tamaulipas como primera minoría, sin embargo tres semanas después el Tribunal Electoral del Poder Judicial de la Federación determinó que la primera minoría no le correspondía a él, sino a la candidata del PAN, María del Carmen Bolado del Real, quien pasó a ocupar la Senaduría; de 1996 a 1998 fue diputado al Congreso de Tamaulipas, un año antes de terminar este cargo pidió licencia y fue elegido diputado federal a la LVII Legislatura para el periodo que terminó en 2000, en 2002 fue nuevamente electo presidente municipal de Río Bravo, y solicitó licencia a este cargo para volver a ser diputado federal a la LIX Legislatura de 2003 a 2006.

## Muerte
En 2007, fue por tercera ocasión candidato a Presidente Municipal de Río Bravo, postulado por el PT, no obtuvo el triunfo. El 29 de noviembre fue asesinado junto a cinco acompañantes, dos de ellos agentes federales asignados a su protección. Los hechos se suscitaron al salir de uno de sus negocios particulares, precisamente, una cafetería ubicada en una esquina de la cuadra, donde al dar vuelta, una camioneta pasó por la calle y unos sujetos armados dispararon con metralla a las 5 víctimas, siendo Guajardo el objetivo principal, puesto que antes de irse, los atacantes le dispararon en la cabeza hasta deformársela para asegurarse de que estuviera muerto. Lo anterior se da 23 días después de que Juan Antonio Guajardo denunciara ante autoridades Federales que su casa de campaña había sido rodeada por gente que portaban armas largas.